# Омельянович, Мария Юрьевна
Мария Юрьевна Омельянович (в девичестве — Данилюк; род. 21 сентября 1960, Витилевка, Черновицкая область) — советская гребчиха. Мастер спорта СССР международного класса. Участница Олимпийских игр 1988 года.

## Биография
В школе имела освобождение от уроков физкультуры по медицинским показаниям. Начала заниматься академической греблей по совету Алексея Ивановича Мишина, который и стал её первым тренером. В 1978 году на девушку с ростом 189 см обратил внимание Владимир Подчерняев, который включил её в состав своей группы. В дальнейшем она тренировалась у Игоря Гринько.
Окончила Киевский институт физической культуры. Работала инструктором физкультуры на заводе «Красный экскаватор».
Представляла киевские спортивные общества «Труд» и «Спартак». Первую награду (бронзу) завоевала на первенстве Вооружённых сил СССР в Ростове-на-Дону. За победу на Московской международной регате получила квартиру в Киеве. Семикратная чемпионка СССР, победительница и серебряный призёр Спартакиады народов СССР. Обладательница Кубка СССР 1982 года.
Входила в сборную накануне Олимпиады 1984 года, но из-за бойкота не смогла выступить в Лос-Анджелесе. Вместо этого в СССР состоялись игры Дружба-84, где Данилова стала победителем. На Олимпийских игр 1988 года в Сеуле выступила в двойке в паре с Мариной Жуковой, где девушки заняли четвёртое место.
Трижды завоёвывала серебро чемпионатов мира в составе четвёрки: в 1989 году — в Югославии, в 1990 году — в Австралии и в 1991 году — Австрии.
После окончания спортивной карьеры работает учителем физкультуры в Киеве.
Супруг — Виктор Омельянович (1958—2023) — гребец. Дети — Алексей (род. 1986) и Антон (род. 1992).